# Kerkhof van Anvin

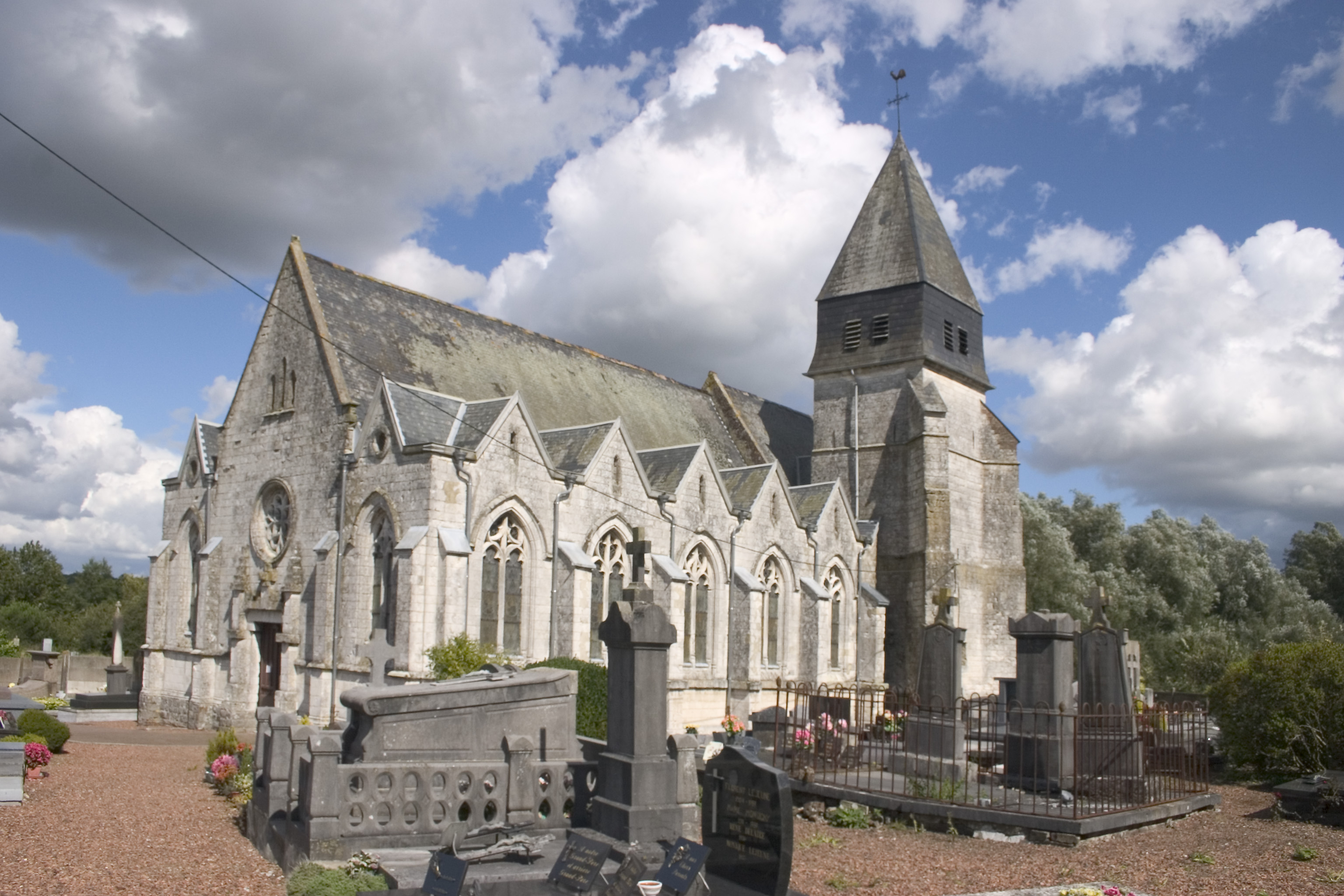
Kerkhof van Anvin

De kerkhof van Anvin is de begraafplaats gelegen bij de Église Saint-Léger van Anvin in het Franse departement Pas-de-Calais.

## Militaire graven
Op het kerkhof bevinden zich 3 ongeïdentificeerde Gemenebest militaire graven uit de Eerste Wereldoorlog die worden onderhouden door de Commonwealth War Graves Commission, die de begraafplaats heeft ingeschreven als Anvin Churchyard.